# Леве, Детлеф
Де́тлеф Ле́ве (нем. Detlef Lewe; 20 июня 1939, Дортмунд — 1 октября 2008, Мюнхен) — немецкий гребец-каноист, выступал за сборную ФРГ на всём протяжении 1960-х годов и в начале 1970-х. Участник четырёх летних Олимпийских игр, серебряный призёр Олимпиады в Мехико, бронзовый призёр Олимпиады в Мюнхене, трёхкратный чемпион мира, двукратный чемпион Европы, победитель многих регат национального и международного значения.

## Биография
Детлеф Леве родился 20 июня 1939 года в Дортмунде. Активно заниматься греблей начал с раннего детства, в разное время проходил подготовку в спортивных клубах Дуйсбурга и Шверте.
Первого серьёзного успеха на взрослом международном уровне добился в 1960 году, когда попал в основной состав западногерманской национальной сборной и благодаря череде удачных выступлений удостоился права защищать честь страны на летних Олимпийских играх в Риме. Стартовал здесь в одиночках на тысяче метрах, сумел дойти до финала, однако в решающем заезде финишировал лишь шестым, немного не дотянув до призовых позиций.
В 1963 году Леве побывал на чемпионате мира и Европы в югославском Яйце, откуда привёз награду серебряного достоинства, выигранную в зачёте одиночных каноэ на дистанции 1000 метров. Будучи одним из лидеров гребной команды ФРГ, благополучно прошёл квалификацию на Олимпийские игры 1964 года в Токио — на сей раз выступал в двойках на тысяче метрах вместе с напарником Клаусом Бёле, но в финале вновь занял шестое место.
На европейском первенстве 1965 года в Бухаресте Детлеф Леве одержал победу в километровой гонке одиночек. Год спустя на мировом первенстве в Восточном Берлине в той же дисциплине повторил это достижение. Ещё через год на домашнем чемпионате Европы в Дуйсбурге снова завоевал чемпионский титул в одиночной километровой программе. Позже отправился представлять страну на Олимпийских играх 1968 года в Мехико, где в одиночках на тысяче метрах финишировал вторым и завоевал тем самым серебряную олимпийскую медаль, уступив золото венгерскому гребцу Тибору Татаи.
После мексиканской Олимпиады Леве остался в основном составе немецкой национальной сборной и продолжил принимать участие в крупнейших международных регатах. Так, в 1971 году он выступил на чемпионате мира в Белграде, одержав победу в обеих дисциплинах, в которых стартовал: в одиночках на дистанциях 500 и 1000 метров. В следующем сезоне прошёл отбор на домашние Олимпийские игры 1972 года в Мюнхене, причём был знаменосцем ФРГ на церемонии открытия. Вновь выступал в зачёте одиночных каноэ на километровой дистанции и на сей раз получил бронзу — на финише его обошли только румын Иван Пацайкин и венгр Тамаш Вихман. Вскоре по окончании этих соревнований принял решение завершить карьеру профессионального спортсмена, уступив место в сборной молодым немецким гребцам.
Был женат на немецкой байдарочнице Барбаре Шюттпельц, серебряной и бронзовой призёрке Олимпийских игр 1984 года, хотя в итоге они всё же развелись. По завершении спортивной карьеры до самой старости работал мясником в Мюнхене, его мясная лавка располагалась недалеко от спортивного комплекса, где проходила Олимпиада 1972 года. За выдающиеся спортивные достижения удостоен «Серебряного лаврового листа» (1966), высшей спортивной награды Германии. В Шверте дорога, ведущая к местному  каноэ-клубу, названа в его честь.
Умер 1 октября 2008 года в Мюнхене.